# تصحیف
تصحیف اصطلاحی در باب تصحیح متون و علم درایه است که اشاره دارد به قرائت غلط حروف در رسم‌الخط عربی، به علت شباهت نگارشی آنها.
به‌طور کلی، تصحیف در متون تاریخی و احادیث بسیار شایع است.

## معنای لغوی
لغت «تصحیف»، از ماده «ص ح ف» به معنای «اشتباه کردن» است و اسم مفعول آن، «مُصَحَّف»، به معنای «خطای نوشتاری» است. دانشنامه جهان اسلام معنای لغوی تصحیف را «خطا در صحیفه» ذکر کرده‌است.

## معارفه
تصحیف و تحریف معمولاً مترادف هم در نظر گرفته می‌شوند، اما در تعریف دقیقتر، تفاوت‌هایی دارند. تحریف نسبت به تصحیف مفهوم عام‌تری است.

### نظرات قدما
ابن حجر عسقلانی تصحیف را منحصر به خطا در نقطه‌گذاری و تحریف را درمورد خطا در اعراب‌گذاری دانسته‌اند. بعضی دیگر، تفاوت تصحیف و تحریف را در عمدی یا غیرعمدی بودن دانسته‌اند و تصحیف را غیرعمدی، و تحریف را عمدی ذکر کرده‌اند.
عبدالله مامقانی حدیث مُصَحَّف را به‌صورت «حدیثی که بخشی از متن آن تبدیل شده باشد به چیزی شبیه یا نزدیک به آن».

### نظرات منابع جدید
دائرةالمعارف بزرگ اسلامی تفاوت‌های تصحیف و تحریف را در دو مورد دانسته‌است:
1. در تصحیف معنای کلمه یا عبارت به طور کامل متحول می‌شود، اما در تحریف اینطور نیست.
2. تصحیف میان حروفی اتفاق می‌افتد که از نظر رسم‌الخط به یکدیگر مشابه‌اند، اما تحریف در میان حروفی رخ می‌دهد که از نظر رسم‌الخط شباهتی به یکدیگر ندارند.

## تاریخچه و کتاب‌شناسی

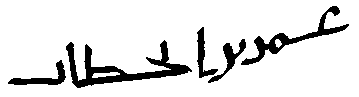
اسم «عمر بن خطاب» مکتوب به خط کوفی

تصحیف سابقهٔ طولانی در خط و ادبیات دارد. حتی تا قبل از وضع قواعدی نظیر اعراب و نقطه‌گذاری، تصحیف اجتناب‌ناپذیر بوده‌است. حتی بعضاً بر سر لغاتی که اصلا شبیه به یکدیگر به نظر نمی‌رسند (نظیر «عمر» و «عثمان») تصحیف رخ داده‌است.